# Кюлюг-каган
Кюлюг Більге-каган (ст.-тюрк. 𐰖∶𐱅𐰭𐰼𐰃𐰓𐰀∶𐰉𐰆𐰞𐰢𐰃𐱁∶𐰚𐰇𐰠𐰏∶𐰋𐰃𐰠𐰏𐰀∶𐰴𐰍𐰣; д/н — 790) — 5-й каган уйгурів у 789—790 роках.

## Життєпис
Старший син Альп Кутлуг Більге-кагана. При народженні отримав ім'я Долоси. В китайських джерелах відомий як Паньгуань. У 772 або 773 році отримав титул тегін. 789 року після смерті батька спадкував владу. Взяв ім'я Ай Тенгріде Болміш Кюлюг Більге-каган («Народжений Ай [богом Місяця] славетний, мудрий каган»). Від танського уряду отримав титул Денлілогумомішіцзюйлупігачжунчжень-кехань.
Надав обіцяну допомогу танським цзєдуши у боротьбі проти Тибетської імперії, а натомість став вимагати торгівельних поступок. В цей час племена шато, гелу, байянь і туцзюе повстали, атакувавши зимову ставку кагана. Спроба військ кагана перейти у наступ зазнала невдачі, внаслідок чого було втрачено важливе місто Бешбалик.
У 790 році уйгурська армія під головування великого внутрішнього буюрука Інанчу-Більге при новій спробі відвоювати Бешбалик зазнала ніщивної поразки від тибетців. Невдовзі за цим кагана було отруєно молодшою ханшою Є-хатун (за іншою версією вбитий братом). Це ще більше посилило розгардіяш в державі. Карлуки на чолі із Тун-Більге-ябгу виступили проти уйгурів й почали грабувати танські володіння в Сіюї. Молодший брат кагана (ім'я не збереглося) оголосив себе каганом, проте незабаром був убитий князями. Придворна знать оголосила володарем малолітнього сина Кюлюг-кагана — Ачуая під ім'ям Кутлуг-Більге.